# Monika Linkytė
Monika Linkytė er en litauisk sangerinde. Hun vandt den 21. februar 2015 den litauiske forhåndsudvælgelse til 2015 i Wien sammen med sangeren Vaidas Baumila. De skal sammen fremføre nummeret "This Time", som var blevet udvalgt som det litauiske bidrag en uge forinden.